# Triphosa rubrodotata
Triphosa rubrodotata är en fjärilsart som beskrevs av Walker 1862. Triphosa rubrodotata ingår i släktet Triphosa och familjen mätare. Inga underarter finns listade i Catalogue of Life.